# Hang Chi Đảy
Hang Chi Đảy là hang trong dãy núi đá vôi ở vùng đất bản Đán xã Yên Sơn huyện Yên Châu tỉnh Sơn La, Việt Nam .
Hang thuộc dạng karst trong khối núi đá vôi. Bản Đán trước đây trong xã Chiềng On.

## Vị trí
Từ ngã ba Cò Nòi, rẽ tay phải đi theo tỉnh lộ 103 khoảng 16 km, dừng xe, đi bộ khoảng 1,5 km là tới hang số 1 .
Hang Chi Đảy được phát hiện từ những năm 70 của thế kỷ XX nhưng do bản Đán và xã Chiềng On là xã biên giới, nên hang động không được khai thác phục vụ khách tham quan. Năm 1998 xã Chiềng On phân tách thành 2 xã, bản Đán thuộc xã Yên Sơn. Những năm gần đây khu hang động này được các cấp chính quyền từ xã, huyện và nhân dân địa phương rất quan tâm và mong muốn hang động này sẽ trở thành một thắng cảnh của tỉnh để sớm được khai thác, phát huy phục vụ nhu cầu phát triển du lịch của địa phương.